# Kladruby (okres Benešov)
Kladruby (Duits: Kladrub of Kladrub bei Flesching) is een Tsjechische gemeente in de regio Midden-Bohemen en maakt deel uit van het district Benešov. Het dorp ligt op 6 kilometer afstand van Vlašim.
Kladruby telt 281 inwoners (2024).

## Etymologie
De naam van het dorp komt van puinblokken die werden gebruikt om er huizen te bouwen.

## Geografie
De huidige gemeente Kladruby is ontstaan uit de dorpen Kladruby, Podolí en een deel van de woonwijk Kostelík.

## Geschiedenis
De eerste schriftelijke vermelding van het dorp dateert van 1405. Het dorp behoorde achtereenvolgens toe aan onder anderen vladyk Pavel van Římovice, Zdeněk Trček van Lípa, die tevens een heer van Vlašim was, Markvart Stranovský van Sovojovice, Gabriel Klenovský van Ptení en de ridder Ostrovec.
Sinds 1960 maakt Kladruby deel uit van het district Benešov.

## Voorzieningen
Kladruby beschikt over een vrijwillig brandweerkorps. Aan de oostkant van het dorp is een revalidatiecentrum gevestigd.

## Verkeer en vervoer

### Autowegen
Er loopt een regionale weg naar het dorp. Op vier kilometer afstand ligt snelweg D1. 

### Spoorlijnen
Er is geen station in de gemeente. Het dichtstbijzijnde station is in Vlašim, op zo'n zes kilometer afstand. Dat station ligt aan de spoorlijn Benešov  - Trhový Štěpánov.

### Buslijnen
Er zijn drie bushaltes in de gemeente:
| Halte                 | Lijn            | Traject                                                                                | Vervoerder                             |
| --------------------- | --------------- | -------------------------------------------------------------------------------------- | -------------------------------------- |
| Kladruby, Kladruby    | 483 487 795 844 | Chocerady - Vlašim Kolín - Vlašim Zruč nad Sázavou - Vlašim Kladruby - Dolní Kralovice | CŠAD Benešov ČSAD Polkost CŠAD Benešov |
| Kladruby, Rehab.ústav | 483 487 795 844 | Chocerady - Vlašim Kolín - Vlašim Zruč nad Sázavou - Vlašim Kladruby - Dolní Kralovice | CŠAD Benešov ČSAD Polkost CŠAD Benešov |
| Kladruby, Rozchod     | 483 487 795 844 | Chocerady - Vlašim Kolín - Vlašim Zruč nad Sázavou - Vlašim Kladruby - Dolní Kralovice | CŠAD Benešov ČSAD Polkost CŠAD Benešov |

## Bezienswaardigheden
- Sint-Wenceslauskapel uit 1895, die een eerdere kapel uit de 14e eeuw verving[2]

## Galerij

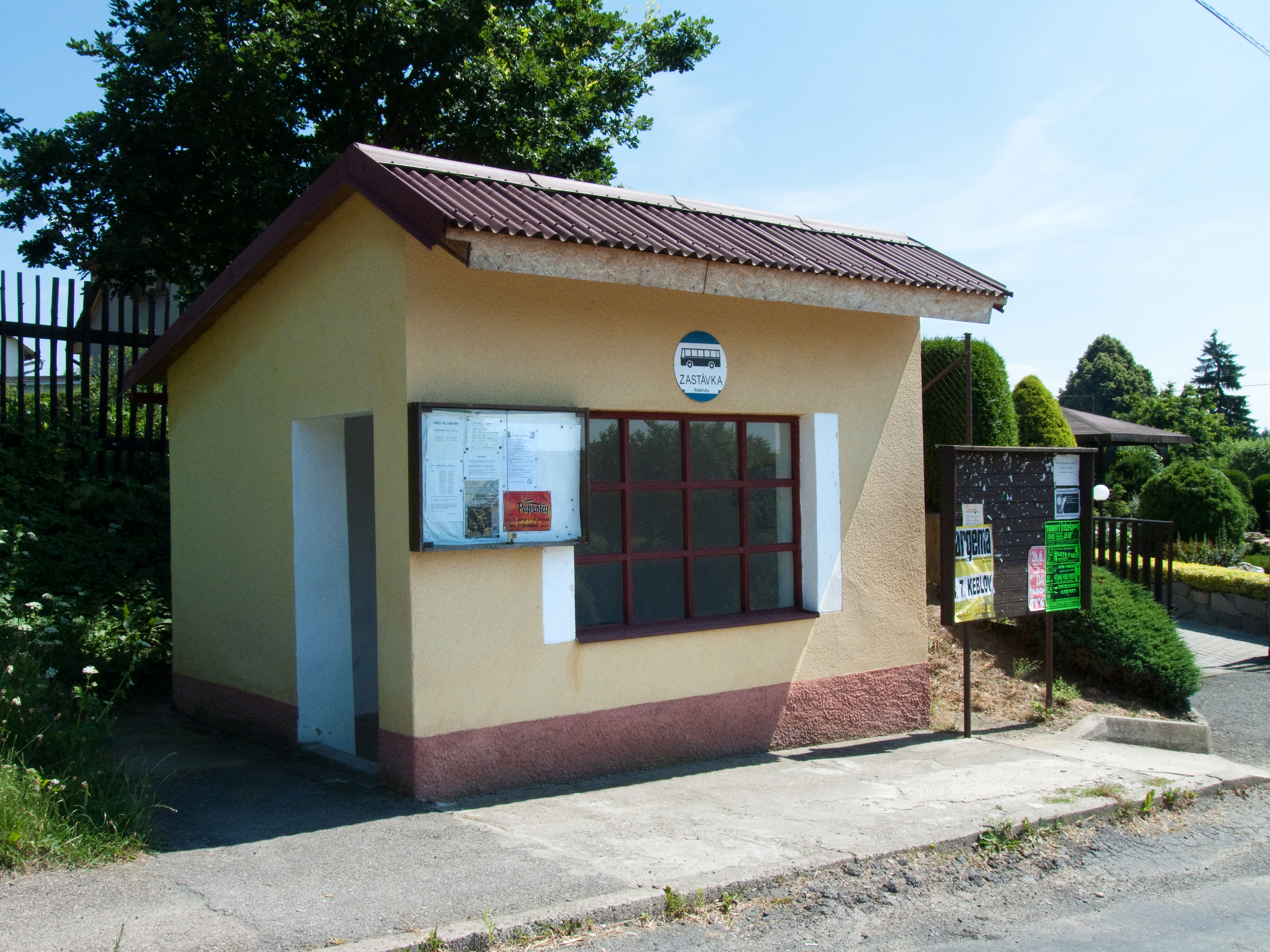
Bushalte in het dorp (2010)
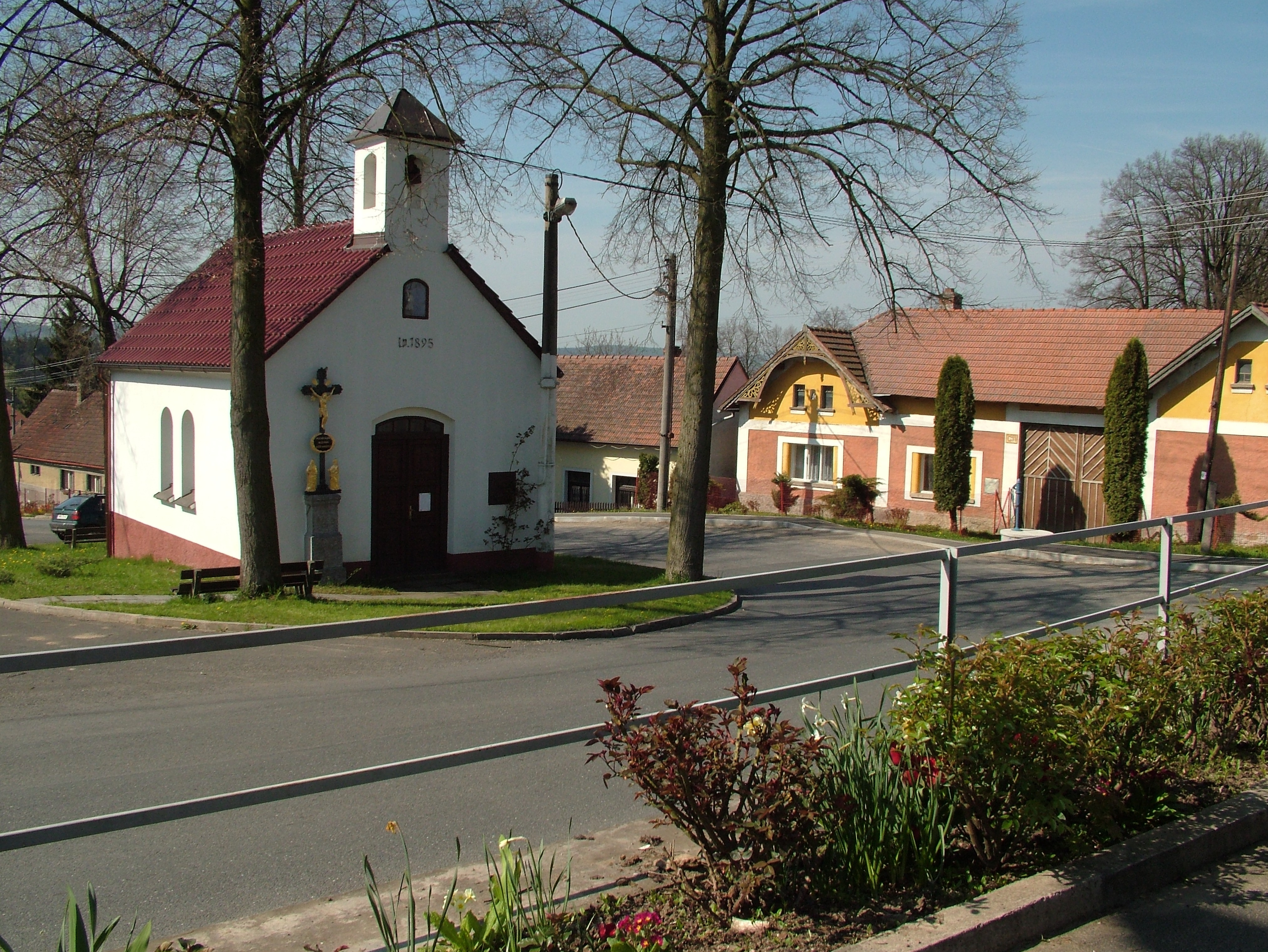
Sint-Wenceslauskapel (2011)
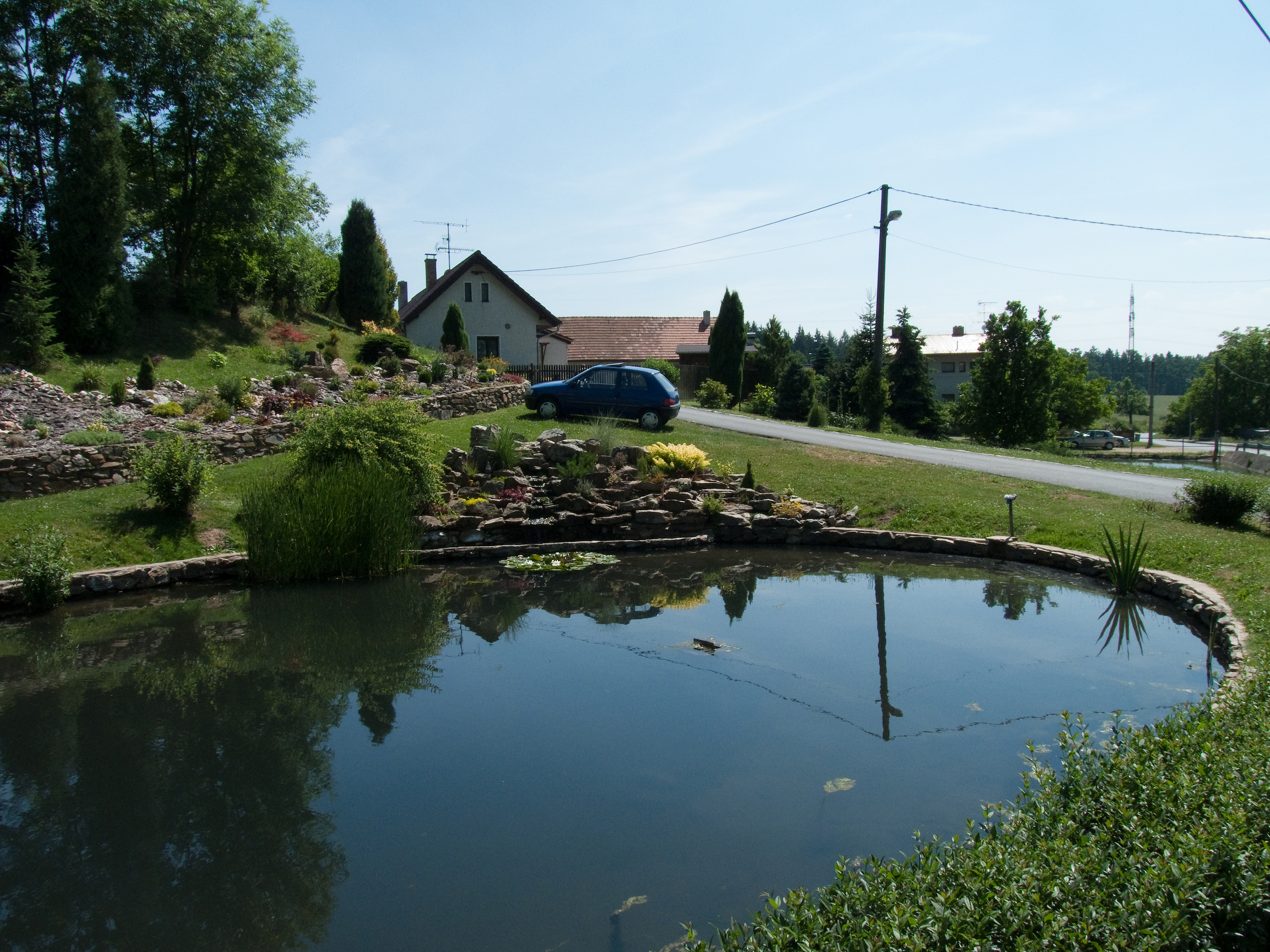
Huis bij dorpsvijver (2010)
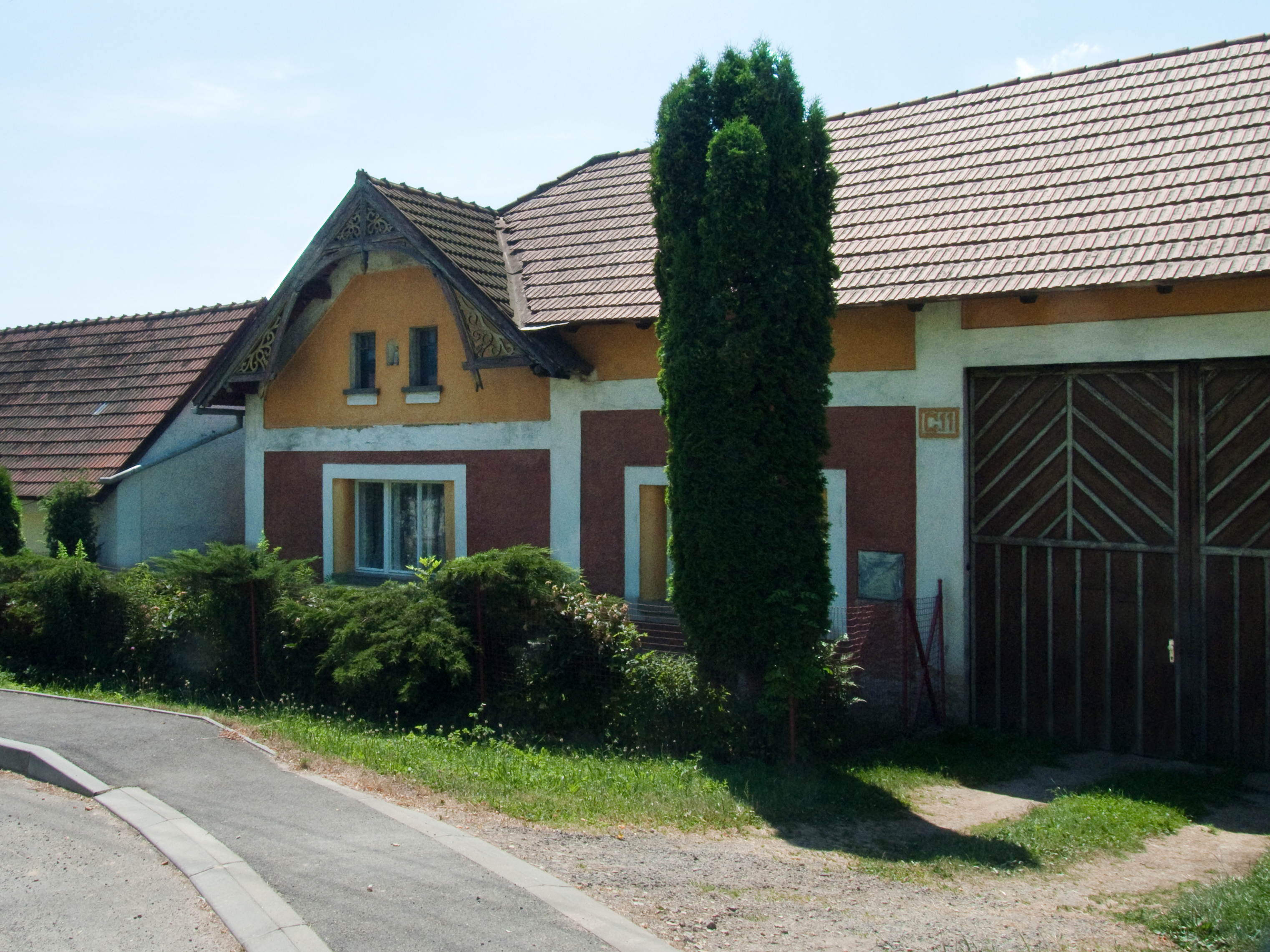
Huis in het dorp (2010)
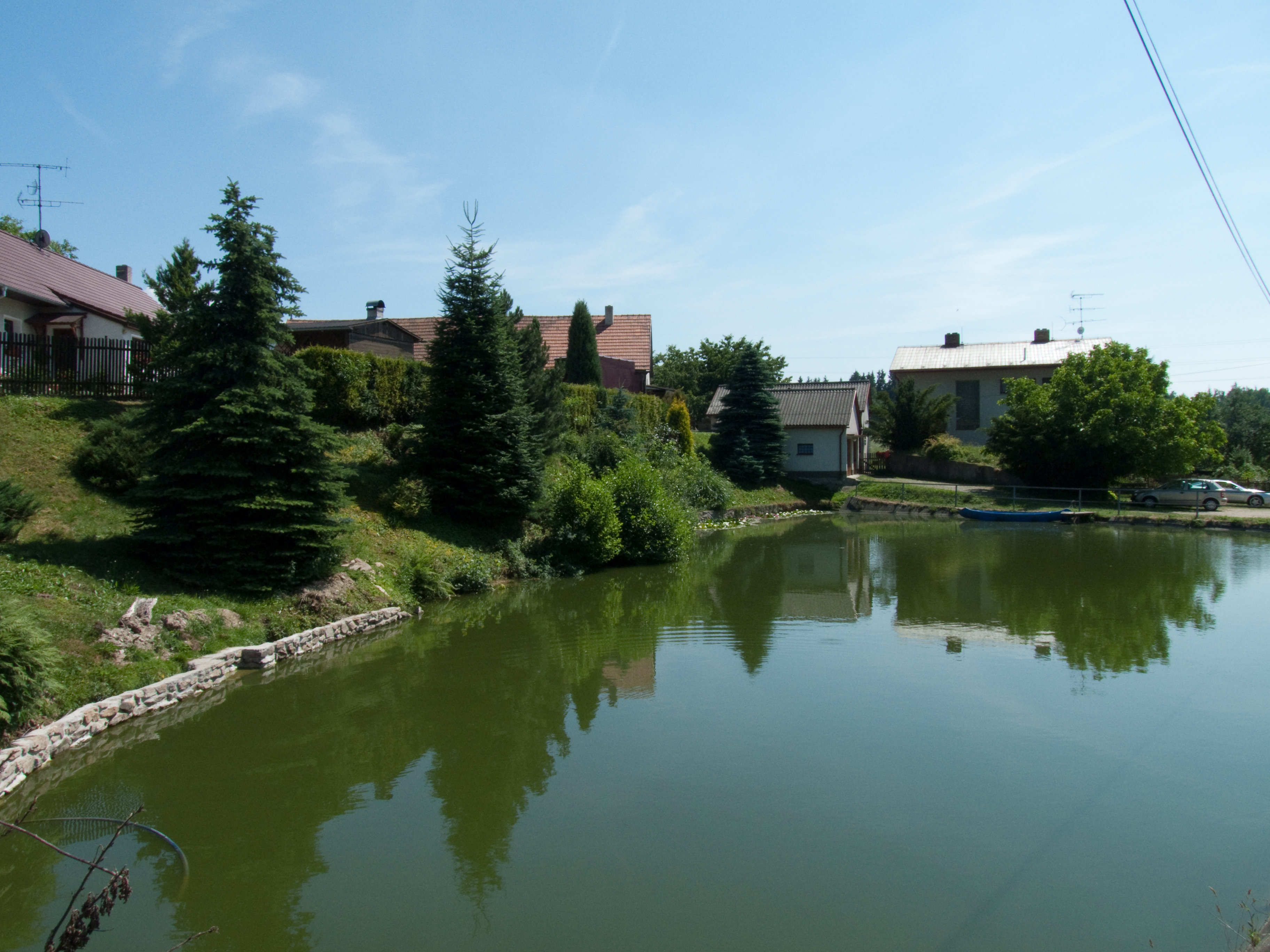
Dorpsvijver (2010)
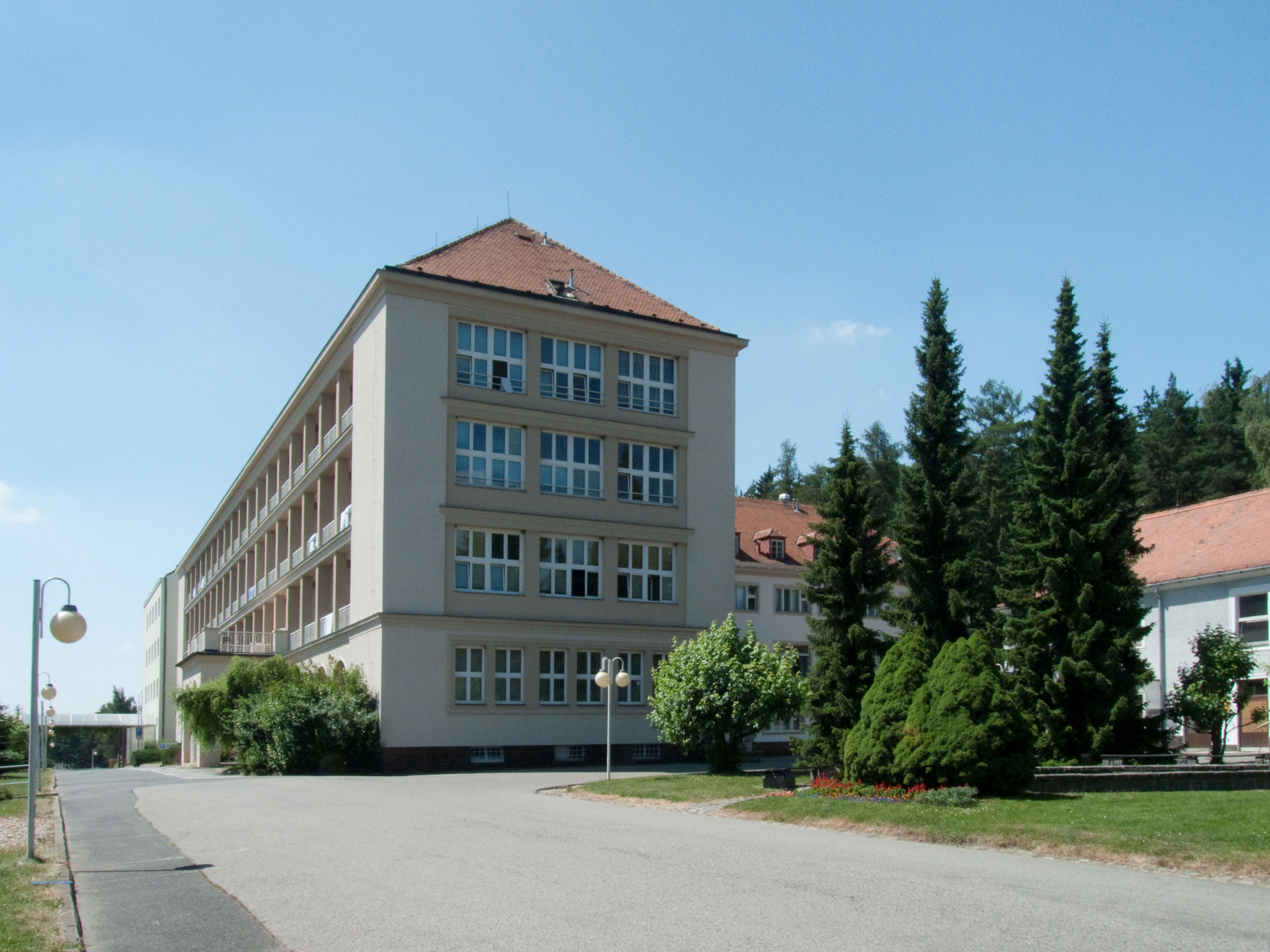
Hoofdgebouw van revalidatiecentrum (2010)